# Бранково коло (часопис)
Бранково коло је лист за забаву, поуку и књижевност. Излазио је у Сремским Карловцима од 18. јула 1895. до 30. јуна 1914. године.
До краја 1911. објављиван је једанпут недељно на 16 страница, а отада 1. и 15. у месецу на 32 странице.
Покренуо га је и од 1895. до почетка 1907. био власник и уредник, односно главни уредник Паја Марковић-Адамов. Уредници су још били М Будисављевић, Д. Ј. Илић, Душан Котур који је био од 1913, па до краја излажења био власник и одговорни уредник.
У двадест година излажења лист је успео да окупи књижевнике и културне раднике из Краљевине Србије и Аустроугарске.
Био је добро уређиван, са разноврсним и добрим прилозима из домаћих и страних књижевности, те је уживао углед једног од наших најбољих књижевних листова.

## Манифестација
У Сремским Карловцима се традиционално одржава песничка манифестација „Бранково коло“. Године 2011. је одржано 40, јубиларно „Бранково коло“. Манифестацију организује културна институција Бранково коло